# Tătăranu
Tătăranu es una comuna ubicada en el distrito de Vrancea, Rumania.

## Superficie
Posee una superficie de 92,20 kilómetros cuadrados.

## Demografía
Hasta 2021 la población era de 3910 habitantes, con una densidad de población de 42,41 habitantes por kilómetro cuadrado.